# Euplexaura kukenthali
Euplexaura kukenthali är en korallart som beskrevs av Hjalmar Broch 1916. Euplexaura kukenthali ingår i släktet Euplexaura och familjen Plexauridae. Inga underarter finns listade i Catalogue of Life.